# Соединённые Штаты Колумбии
Соединённые штаты Колумбии (исп. Estados Unidos de Colombia) — государство в Центральной и Южной Америке, существовавшее во второй половине XIX века.

## История
В 1860 году в Гранадской конфедерации разразилась гражданская война, вызванная недовольством либеральных политиков попытками консерваторов урезать права территорий и укрепить централизованную власть. В 1862 году видный либерал, экс-президент Новой Гранады генерал Томас Сиприано де Москеро арестовал президента конфедерации, объявил президентом себя, перенёс столицу в Боготу и назначил временное правительство, а Гранадскую конфедерацию переименовал в Соединённые штаты Новой Гранады (исп. Estados Unidos de Nueva Granada). В 1863 году, чтобы дать законные основания завершению гражданской войны, на конференции в Рионегро была принята новая Конституция, в соответствии с которой страна преобразовывалась в Соединённые штаты Колумбии.
Ограничения политической и военной власти центрального правительства, наложенные новой Конституцией, привели к тому, что в последующие годы в стране произошло порядка 40 гражданских войн местного характера и одна общенациональная (в 1876—1877 годах).
В 1886 году под давлением президента Рафаэля Нуньеса в стране была принята новая Конституция, превратившая союз штатов в централизованную Республику Колумбия.